# Шарлотта Коулман
Шарлотта Нінон Коулман (англ. Charlotte Ninon Coleman; 3 квітня 1968 — 14 листопада 2001) — англійська акторка, найвідоміша за роль Скарлет у кінострічці Чотири весілля і похорон, Джесс у теледрамі Апельсини не єдині фрукти, та її дитячими ролями: Сью у Ворзел Ґаммідж та Мармелад Аткінс. Коулман померла у віці 33 роки від нападу бронхіальної астми у Голловей (Північний Лондон).

## Ранні роки
Коулман була першою з двох доньок у сім'ї акторки Енн Біч та уродженця Канади, телепродюсера Френсіса Коулмана. Її молодша сестра — Ліза Коулман. 

## Особисте життя
У 1987 році тогочасний хлопець Коулман, Джонатан Лейкок, загинув у дорожній пригоді у 23-річному віці. Після його смерті Коулман пройшла через періоди депресії, в неї розвинулись розлади харчування — анорексія та булімія; також вона відвідувала зустрічі Анонімних алкоголіків, оскільки «не могла витримати всіх цих товстунів з Анонімних переїдців».

### Смерть
13 листопада 2001 року вона відвідала свою сім'ю. У перший вечір візиту Коулман поскаржилась на погане самопочуття, але пішла додому попри батьківські заперечення. Наступного ранку, у середу, 14 листопада 2001 року, мати застала Шарлотту непритомною у її квартирі, при цьому інгалятор був у іншій кімнаті. Вже у лікарні, куди її забрала парамедична бригада, лікарі засвідчили настання смерті внаслідок тяжкого нападу бронхіальної астми.

## Ролі

### У фільмах
| Рік  |    | Українська назва         | Оригінальна назва             | Роль                   |
| ---- | -- | ------------------------ | ----------------------------- | ---------------------- |
| 2001 | ф  |                          | A Loving Act                  | детектив Джейн Томпсон |
| 1999 | мф | Феї                      | Faeries                       | Мерівелл, озвучення    |
| 1998 | ф  | Красиві люди             | Beautiful People              | Порша Торнтон          |
| 1998 | ф  |                          | Bodywork                      | Тіффані Шейдс          |
| 1998 | ф  |                          | If Only                       | Елісон Гейс            |
| 1998 | ф  | Солодка помста           | Sweet Revenge                 | Норма                  |
| 1996 | ф  |                          | Different for Girls           | Елісон                 |
| 1995 | ф  |                          | The Young Poisoner's Handbook | Вінні                  |
| 1994 | ф  | Чотири весілля і похорон | Four Weddings and a Funeral   | Скарлет                |
| 1993 | ф  |                          | Map of the Human Heart        | Джулі                  |
| 1989 | ф  |                          | Bearskin: An Urban Fairytale  | Кейт                   |

### На телебаченні
- Double Act — Міс Дебенгем; 2 червня 2002
- McCready and Daughter — Шеллі Бенетт
- Яким ви мене хочете? — Ліза Лайонс; 24 лютого 1998 — 22 грудня 1999
- Wycliffe — Лора Кесселл; 3 серпня 1997
- 's Travels — Кеті; 1995
- The Vacillations of Poppy Carew — Мері; 5 березня 1995
- Olly's Prison — Шейла; травень 1993
- The Comic Strip Presents… — Петсі; 13 травень 1993
- The Bill — Шерон Палмер; 19 листопада 1992
- Inspector Morse — Джесіка Вайт; 11 березня1992
- Oranges Are Not the Only Fruit — Джесс; 10–24 січня 1990
- Freddie and Max — Фредді Лесем; 12 листопада — 18 грудня 1990
- The Insurance Man< — Швачка; 22 лютого 1986
- Danger: Marmalade at Work — Мармелад Аткінс; 20 лютого — 30 квітня 1984
- Educating Marmalade — Мармелад Аткінс; 25 жовтня 1982 — 3 січня 1983
- Мармелад Аткінс у космосі — Мармелад Аткінс; 2 листопада 1981
- Ворзел Ґаммідж — Сью Пітерз; 25 лютого 1979 — 31 жовтня 1981.